# Cölestin Kowalewski
Cölestin Kowalewski (* 11. März 1700 in Nikolaiken; † 23. Januar 1771 in Königsberg (Preußen)) war ein deutscher Jurist.

## Leben
Der Sohn des Rektors in Rhein und Pfarrers in Nikolaiken Andreas Kowalewski (* 1669; † 9. Dezember 1725) wurde anfänglich vom Vater ausgebildet und hatte die Stadtschule seiner Heimatstadt besucht. Am 15. April 1715 immatrikulierte er sich an der Universität Königsberg, um ein Studium der Rechte zu absolvieren. Hier erwarb er am 2. September 1727 unter Reinhold Friedrich Sahme mit der Dissertatio juridica inauguralis, prior, de judicio militum statario, vulgo Vom Standt=Recht, item Standt-Gericht das Lizentiat der Rechte. Durch weitere Studien an der Universität Halle konnte er dort 1729 den akademischen Grad eines Magisters der Philosophie erwerben. Noch im selben Jahr kehrte er nach Königsberg zurück, wo er die außerordentliche Professur der Rhetorik und Geschichte übernahm. 
In Königsberg promovierte er am 29. Juni 1730 zum Doktor der Rechte. 1733 wurde er Samländischer Konsistorialrat und 1735 ordentlicher Professor der Geschichte und Rhetorik. Nachdem man ihn 1745 zum Vizepräsidenten und Vizeoffizial des Samländischen Konsistoriums ernannt hatte, wechselte er 1752 als erster Professor an die juristische Fakultät und wurde Kanzler der Hochschule. Zudem hatte er in den Sommersemestern 1755, 1759, 1763 sowie 1767 als Rektor der Alma Mater vorgestanden.
Er hinterließ der akademischen Bibliothek eine stattliche Büchersammlung von 2500 Bänden und eine Bildnissammlung. Seine einzige Tochter Christina Katharina war die Erbin des Tribunalsrats Theodor Pauli, der eine bedeutende Münzsammlung hinterließ. Sie richtete auch das Kowalewski-Stipendium am 29. Dezember 1771 an der Königsberger Hochschule ein.

## Werke
- Diss. de eo, quod iustum est in foris Borussicis circa substitutionem pupillarem a matre vel avia factam. Königsberg 1727
- Dissertatio prima de orthodoxia Aristotelis philosophica a recentioribus tenere impugnata. Königsberg 1729
- Dissertatio prior de tutelis naturalibus, vulgo Von natürlichen Vormundschafften, occas. Pr. L. R. P.1. L.2. T.6. A.2. §. 5. 6. & 7. p.301. Königsberg 1734
- Decas thesium ex vario iure depromptarum. Königsberg 1734
- Diss. de potioribus differentiis stili, oratorii et historici. Königsberg 1735
- Diss de nominibus, cognominibus, et titulis Imperat. Roma nor. in numis antiquis a Julio Caesare usque ad Posthumum. Königsberg 1747
- Trauerrede, von dem in die Höhe sehenden Weltweisen, am Tage der Beerdigung des Professors Martin Knutzen. Königsberg 1751
- Decas de casibus quibusdam, in quibus hypotheca ingrossata tempore posterior priori praefertur. Königsberg 1758
- Dissertatio iuris publici Poloni et Polono-Prussici de intercessione nuntiorum terrestrium in Comitiis regni Poloniae, et Prussiae, quae Poloniae iuncta est, conventibus, seu libero Veto, Polonice : nie pozwalam. Königsberg 1760
- Paneyric auf dem König von Preußen, nachdem Breslauer Frieden.